# Хронологія світових рекордів з бігу на 200 метрів серед чоловіків
Світові рекорди з бігу на 200 метрів серед чоловіків фіксуються від заснування ІААФ з 1912 року. До 1975 року світові рекорди в цій дисципліні визнавались, якщо результат був зафіксований виключно ручним хронометражем. Впродовж 1975—1976 років правила змагань ІААФ передбачали можливість фіксації рекордних результатів як ручним, так і автоматичним хронометражем.
До 1951 року ІААФ визнавала рекордними результати на дистанції 200 метрів, якщо вони були показані лише по прямій доріжці. Впродовж 1951—1976 років правила змагань ІААФ дозволяли фіксувати рекорди, показані як на прямій доріжці, так і на доріжці з поворотом (половина кола навколо стадіону — напівколо та стометрова фінішна пряма)
Починаючи з 1977 року, рекорди фіксувались виключно тоді, коли вони були показані на доріжці з поворотом та якщо час був зафіксований автоматичним хронометражем.

## Ручний хронометраж

### Пряма доріжка
| Час  | Атлет          | Місто    | Дата       |
| ---- | -------------- | -------- | ---------- |
| 20,6 | Ральф Меткалф  | Будапешт | 12.08.1933 |
| 20,0 | Томмі Сміт     | Сан-Хосе | 13.03.1965 |
| 19,5 | Томмі Сміт (2) | Сан-Хосе | 07.05.1966 |

### Доріжка з поворотом
| Час  | Атлет             | Місто        | Дата       |
| ---- | ----------------- | ------------ | ---------- |
| 20,6 | Енді Стенфілд     | Лос-Анджелес | 28.06.1952 |
| 20,6 | Тейн Бейкер       | Бейкерсфілд  | 23.06.1953 |
| 20,6 | Боббі Морроу      | Мельбурн     | 27.11.1956 |
| 20,6 | Манфред Гермар    | Вупперталь   | 01.10.1958 |
| 20,6 | Рей Нортон        | Філадельфія  | 30.04.1960 |
| 20,5 | Стоун Джонсон     | Стенфорд     | 02.07.1960 |
| 20,5 | Рей Нортон (2)    | Стенфорд     | 02.07.1960 |
| 20,5 | Лівіо Берруті     | Рим          | 03.09.1960 |
| 20,5 | Лівіо Берруті (2) | Рим          | 03.09.1960 |
| 19,8 | Томмі Сміт        | Мехіко       | 16.10.1968 |
| 19,8 | Дон Кверрі        | Калі         | 03.08.1971 |
| 19,8 | Дон Кверрі (2)    | Юджин        | 07.06.1975 |

## Автоматичний хронометраж
| Час   | Атлет             | Місто   | Дата       |
| ----- | ----------------- | ------- | ---------- |
| 19,83 | Томмі Сміт        | Мехіко  | 16.10.1968 |
| 19,72 | П'єтро Меннеа     | Мехіко  | 12.09.1979 |
| 19,66 | Майкл Джонсон     | Атланта | 23.06.1996 |
| 19,32 | Майкл Джонсон (2) | Атланта | 01.08.1996 |
| 19,30 | Усейн Болт        | Пекін   | 20.08.2008 |
| 19,19 | Усейн Болт        | Берлін  | 20.08.2009 |

## Фото
|               |
| Ральф Меткалф |

|               |
| Енді Стенфілд |

|             |
| Тейн Бейкер |

|              |
| Боббі Морроу |

|                |
| Манфред Гермар |

|            |
| Рей Нортон |

|              |
| Стон Джонсон |

|               |
| Лівіо Берруті |

|            |
| Томмі Сміт |

|            |
| Дон Кверрі |

|               |
| П'єтро Меннеа |

|               |
| Майкл Джонсон |

|            |
| Усейн Болт |